# スコラ学

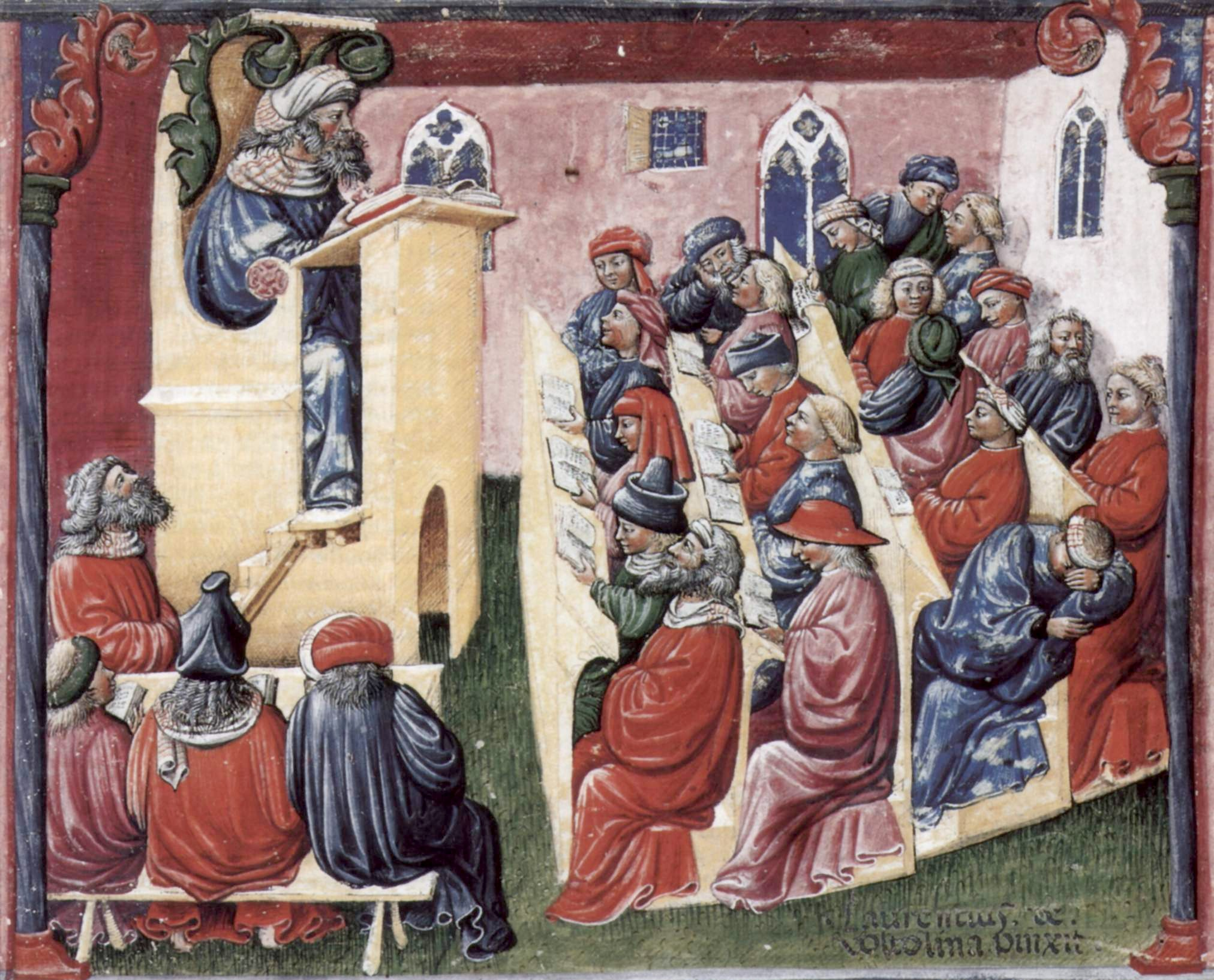

スコラ学（スコラがく）とは、ラテン語の「scholasticus」（学校に属するもの）に由来する言葉で、11世紀以降に主として西方教会のキリスト教神学者・哲学者などの学者たちによって確立された「学問のスタイル」のこと。このスコラ学の方法論にのっとった学問、例えば哲学・神学を特にスコラ哲学・スコラ神学などのようにいう。

## 概要
スコラ学は決して特定の哲学や思想をさすものでなく、学問の技法や思考の過程をさすものである。スコラ学の「スコラ」とは英語の「School(学校)」と同源語であり、この言葉が入っていることからわかるように、当時の「修道院」において用いられた学問の技法と対照的なものであった。すなわちスコラ学の特徴は問題から理性的に、理づめの答えが導き出されることにあった。これに対して修道院で伝統的にとられていた学問のスタイルは古典の権威をとおして学ぶだけであり、研究者の理論的思考というものは必要とされていなかった点に違いがある。
スコラ学の究極の目的は問題に対する解答を導き出し、矛盾を解決することにある。スコラ学の最大のテーマは信仰と理性であるなどと言われ、神学の研究のみが知られているきらいがあるが、真の意味でのスコラ学は神学にとどまらず哲学から諸学問におよぶ広いものであった。「真の宗教とは真の哲学であり、その逆もまた真である」ということがスコラ学の基本的命題だと言われることもある。
スコラ学は西方教会のキリスト教においては大きな位置を占めたが、他方正教会では17世紀頃に西方教会からスコラ学を含め影響を蒙ったものの、19世紀以降の正教会では東方の伝統に則った見地から批判的に捉えられており、20世紀以降21世紀に入った現在においても、論理と理性に基盤を置く西方の神学は、静寂に基盤を置く東方の神学とは方法が異なると捉えられている。

## スコラ学的方法
スコラ学の方法においては、まず聖書などの、著名な学者の記したテキストが題材として選ばれる。テキストを丹念に、かつ批判的に読むことによって学習者はまず著者の理論を修得する。次にテキストと関連のある文献を参照する（たとえば聖書についていえば古代から同時代にかけての公会議文書集、教皇書簡など）。一連の作業によって、それらのテキストのあいだにある不調和点や論議の点が抜き出される。たとえば聖書についていえば、古代から同時代にかけての学者たちによって書かれた文書と聖書の間の矛盾点、論点がすべてあげられ、多方面から偏見なしに考察をおこなう。
矛盾点や論議となる点があきらかになると、弁証法的に二つの対照的な立場（たとえば賛成と反対）が示され、議論がつくされ、やがて合意点が見出される。この合意点にいたるために二つの方法がある。第一は哲学的分析である。用語が徹底的に吟味され、筆者の意図する意味が検証される。意味が不明瞭な用語においては相対する立場で合意に至るような意味を検討する。第二に、論理の規則に従った理論的分析を通じて矛盾自体を読者の主観的なものとして解消してしまう方法である。

## スコラ学的分野
スコラ学は文学における二つの分野を発展させた。第一は「クエスティオネス」（質疑）と呼ばれるものであるが、これは特定の学者に限定されるものではない。基本的にすでに説明してきた手法であるが質疑応答へ適用されたスコラ学的方法論である。たとえば「自分の身を守るために人を殺しても良いか？」という質問があるとすると、過去のあらゆる著作から賛成意見と反対意見の両方が集められる。第二のジャンルは「スンマ」（大全）とよばれるものである。スンマにおいてキリスト教に関するすべての質問に対する解答が用意されている。こうしてすべての疑問に対する解答が用意され、これによってさらなる疑問に対する解答の論拠となる。スンマの中でもっとも有名なものはトマス・アクィナスの『スンマ・テオロジカ』（『神学大全』）であり、キリスト教神学の大全を目指したものであった。

## スコラ学学校
スコラ学の学校では教育において二つの方法が用いられた。一つは「レクツィオ」（読解）である。教師がテキストを読み、ある用語や思想について詳しく解説する。そこでは疑問をさしはさむことは許されない。とにかく丹念にテキストを読み込むことが目的であり、教師だけが語ることを許される時間なのである。第二は「ディスプタツィオ」（討議）であり、これこそがスコラ学の肝ともいえる。討議には二つの型がある。一つは「通常討議」で、質問は前もって提示されている。もう一つは「クォドリベタル」（自由討議）というもので、教師に対して生徒から前もって提示することなしに自由に質問がぶつけられる。教師はこれにしっかりと答えなければならない。たとえば「盗んでもよいか」という質問が出るとすると、教師は聖書のような権威あるテキストから引用して自らの立場を示す。生徒はそれに対して反論し、時には本筋から脱線しながらも議論が繰り返される。このような無計画に行われる議論においても筆記者がおり、翌日には教師は筆記録から議論を要約し、すべての反論に答え、自らの最終的な立場をあきらかにする。

## 歴史
通常のスコラ哲学は論理、形而上学、意味論などを一つの分野に統合したものであり、人間の事物理解を過去の文献によりながら深化させたものである。
盛期スコラ学の時代（1250年-1350年）、スコラ学の方法は神学はもちろんのこと、自然哲学、自然学（物理学）、認識論（≒科学哲学）などに応用されていた。スペインにおいては経済理論の発展に大きく寄与し、後にオーストリア学派へ影響した。ただ、スコラ学はやはりキリスト教の教義に束縛されるものであり、信仰そのものをゆるがすような質問は異端へ向けられない限り許されないものであった。
1400年代から1500年代にかけての人文主義者の活躍した時代以降、スコラ学は目の敵にされ、忘れ去られたかのようになっていた。スコラ学が　“ガチガチで形式主義的で古臭く、哲学において不適切な方法”とみなされるようになったのは人文主義者たちの吹聴によるところが大きい。
19世紀の後半に入るとカトリック教会においてスコラ学のリバイバル運動である新トマス主義が興り、再びスコラ学が注目を浴びた。それはトマス・アクィナスなどに限定された非常に狭い範囲でのスコラ学であった。ここでいわれるスコラ学とは神学と同義であり、他の分野への波及については考慮されていなかった。
スコラ学は歴史的にはマイモニデスなどのユダヤ哲学とアヴェロエスなどのイスラーム哲学などの動きと連動した思想運動であったといえよう。
スコラ学において、以下のような著者の著作が論拠として用いられた。
- アリストテレス（単に「哲学者」といえば彼のこと）およびアヴェロエス (イブン＝ルシュド)による『注解』（単に『注解』といえばこの著作）
- ボエティウス（特に『哲学の慰め』）
- アウグスティヌス
- プラトン（特に『ティマイオス』）
- ペトルス・ロンバルドゥス（特に『命題集』）
- 聖書

## 著名なスコラ学者
初期スコラ学期（1000年-1200年）
- カンタベリーのアンセルムス
- コンピエーニュのロスケリヌス
- ピエール・アベラール
- コンシュのギョーム
- ソロモン・イブン・ガビーロール
- ペトルス・ロンバルドゥス
- ギルベルト・デ・ラ・ポリー

盛期スコラ学期（1200年-1300年）
- ヘールズのアレクサンダー
- ロバート・グロステスト
- ロジャー・ベーコン
- アルベルトゥス・マグヌス
- ボナヴェントゥラ
- トマス・アクィナス
- ブラバンティアのシゲルス
- ガンのヘンリクス
- ダキアのボエティウス

後期スコラ学期（1300年-1500年）
- ヨハネス・ドゥンス・スコトゥス
- ペトルス・アウレオルス
- アエギディウス・ロマヌス
- ラドゥルフス・ブリト
- パドヴァのマルシリウス
- オッカムのウィリアム
- ジャン・ビュリダン
- リミニのグレゴリウス
- ガブリエル・ビール
- ピエール・ダイイ
- ジャン・ジェルソン

近代スコラ学期（1500年以降）
- フランシスコ・スアレス

## 著名な反スコラ学的学者
- クレルヴォーのベルナルドゥス　常にスコラ学に対する論駁者であり続けた。
- ルネ・デカルト　デカルト思想の方法論はスコラ学によっているが、スコラ学を厳しく批判。
- トマス・ホッブズ
- ジョン・ロック　著書『人間知性論』においてスコラ学の論理学の空虚性などを批判。
- ロバート・ボイル
- ガリレオ・ガリレイ

## 日本語訳
- 『中世思想原典集成』シリーズ 平凡社